# Езёраны
Езёраны (пол. Jeziorany, нем. Seeburg) — город в Польше, входит в Варминьско-Мазурское воеводство, Ольштынский повят. Имеет статус городско-сельской гмины. Занимает площадь 3,41 км². Население — 3258 человек (на 2018 год).

## Памятники
В реестр охраняемых памятников Варминьско-Мазурского воеводства занесены:
- Городская планировка старого города
- Комплекс костёла св. Варфоломея 2 половина XIV—XIX в.
- Лютеранская-аугсбургская церковь 1886—1887 гг.
- Часовня Святого Креста XVII в.
- Придорожная часовня XIX/XX в. по ул. Кайки
- Придорожная часовня конца XIX в. по ул. Коперника
- Римско-католическое кладбище XIX в.
- Кладбищенская стена
- Лютеранское кладбище XIX в.
- Ворота лютеранского кладбища
- Епископский замок 2 половины XIV в.
- Городские стены XIV в.
- Дома XVIII/XIX вв. по ул. Асныка, 1, 6
- Дома XIX в. по ул. Народного Единства, 5, 6, 9, 10, 12—15
- Дома XIX/XX вв. по ул. Кайки, 1, 2, 2а, 4—6, 8, 10—12, 14, 17, 19, 24, 26, 27, 29—33, 35—37, 39, 41, 43, 45—49, 52, 56, 66
- Дома XIX/XX вв. по ул. Конопницкой, 1, 2, 5, 15
- Дома XIX/XX вв. по ул. Коперника, 9, 13, 14, 32, 37
- Дома 2 половины XIX в. по ул. Костёльной, 2, 2б, 4
- Дома XIX/XX вв. по ул. Костюшко, 1, 3, 5, 8, 9, 12, 15, 17
- Дома середины XIX в. по ул. Кривой, 7, 10—12, 14, 16, 18
- Дома XIX/XX в. по ул. Мицкевича, 1, 3—5, 7—10, 16, 17, 22
- Дома начала XX в. по ул. Набережной, 1—4
- Дома XVIII—XX в. по ул. Пененжного, 1, 3, 5
- Дома конца XIX в. по ул. Рея, 3—6
- Дом XVIII/XIX в. по ул. Рыцарской, 4
- Дом XIX/XX в. по ул. Савицкой, 2
- Дом 1910 г. по ул. Узкой, 4
- Дома начала XIX в. по ул. Замковой, 1—3, 6—12, 14
- Амбар конца XIX в. по ул. Костёльной, 11
- Амбар 2 половины XIX в. на пл. Костюшко

## Галерея

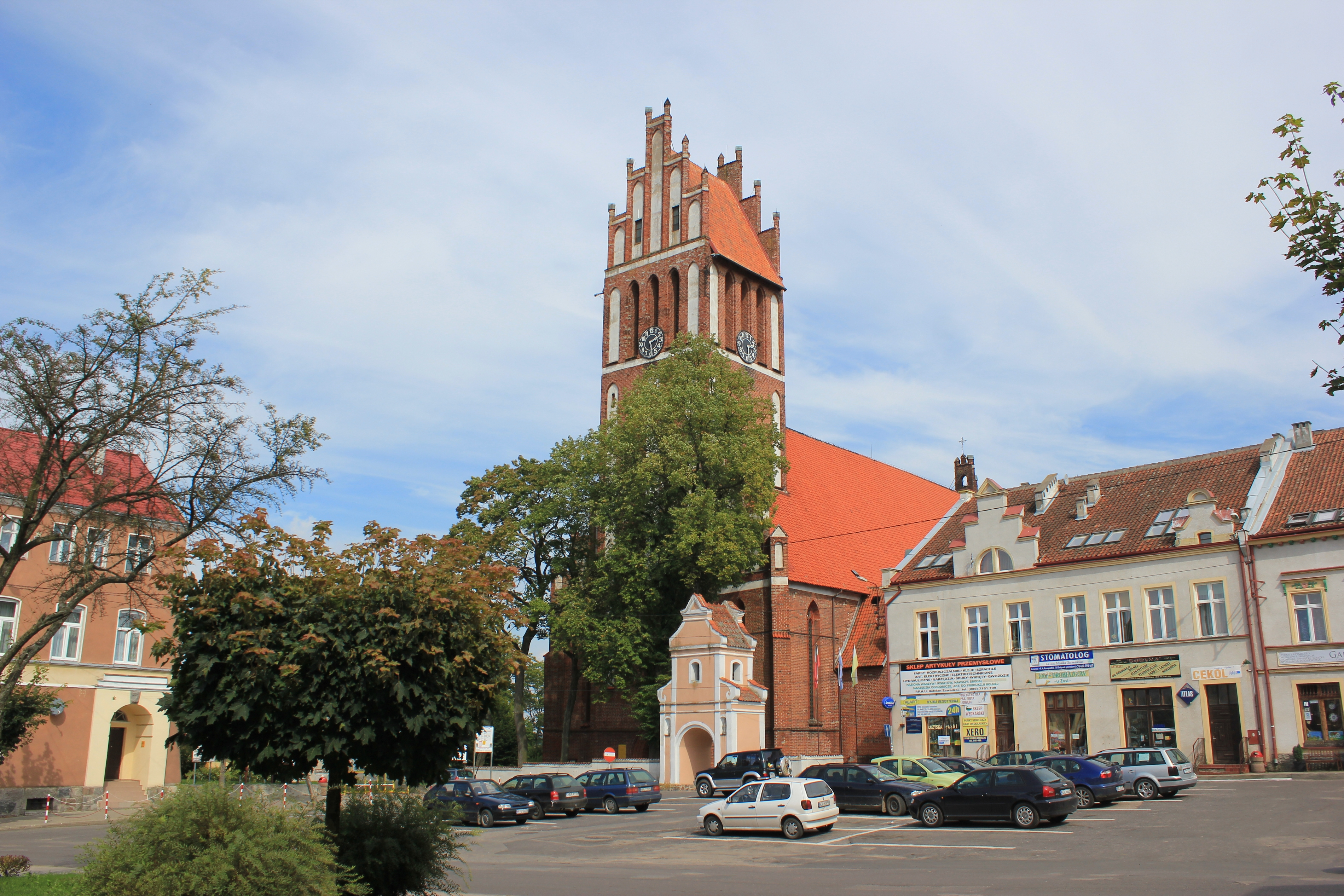
Platz der nationalen Einheit mit Kirche St. Bartholomäus
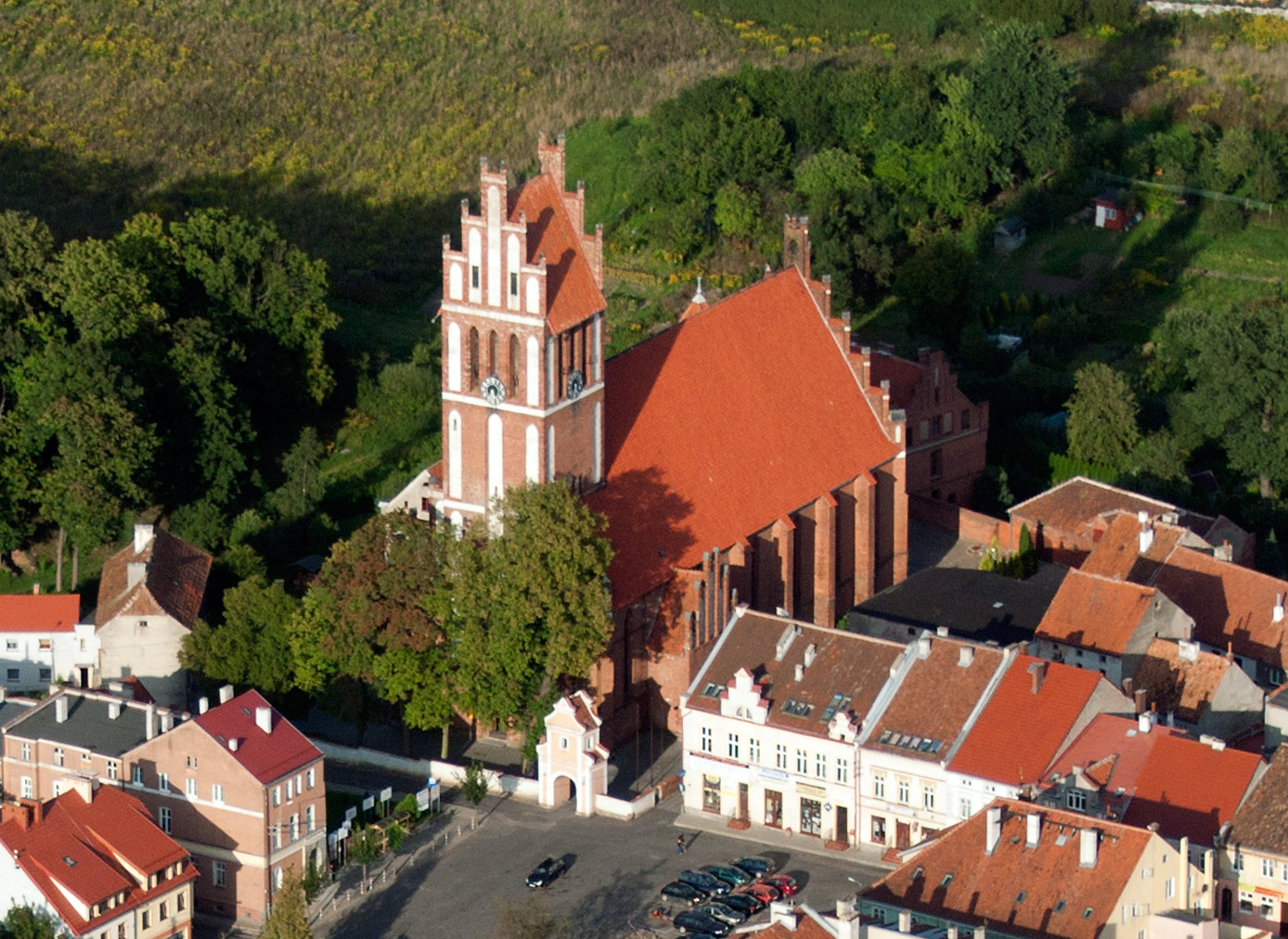
Kirche St. Bartholomäus aus der Vogelperspektive
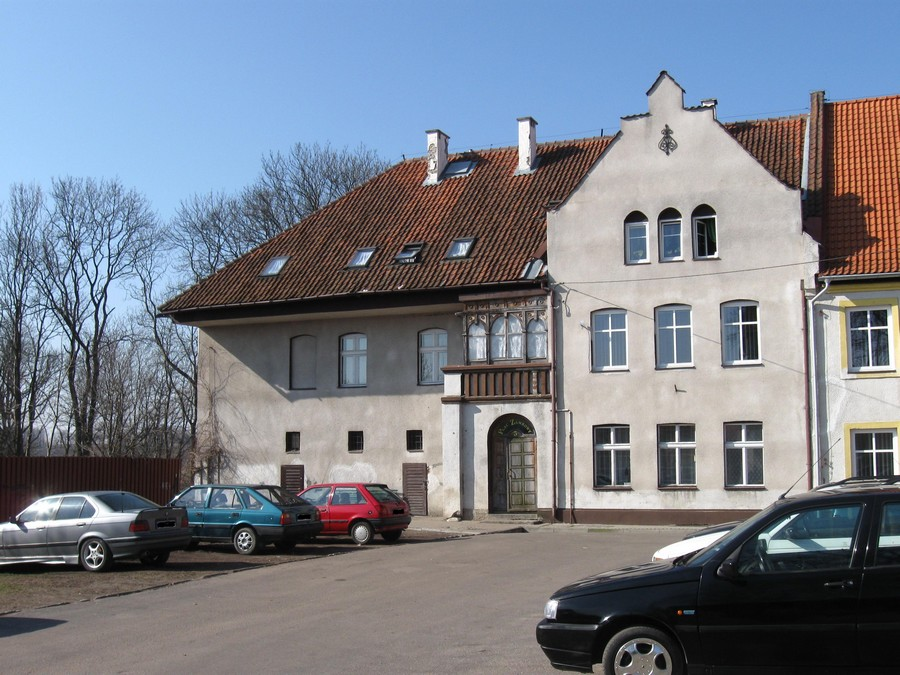
Erhaltenes Gebäudeteil des Schlosses
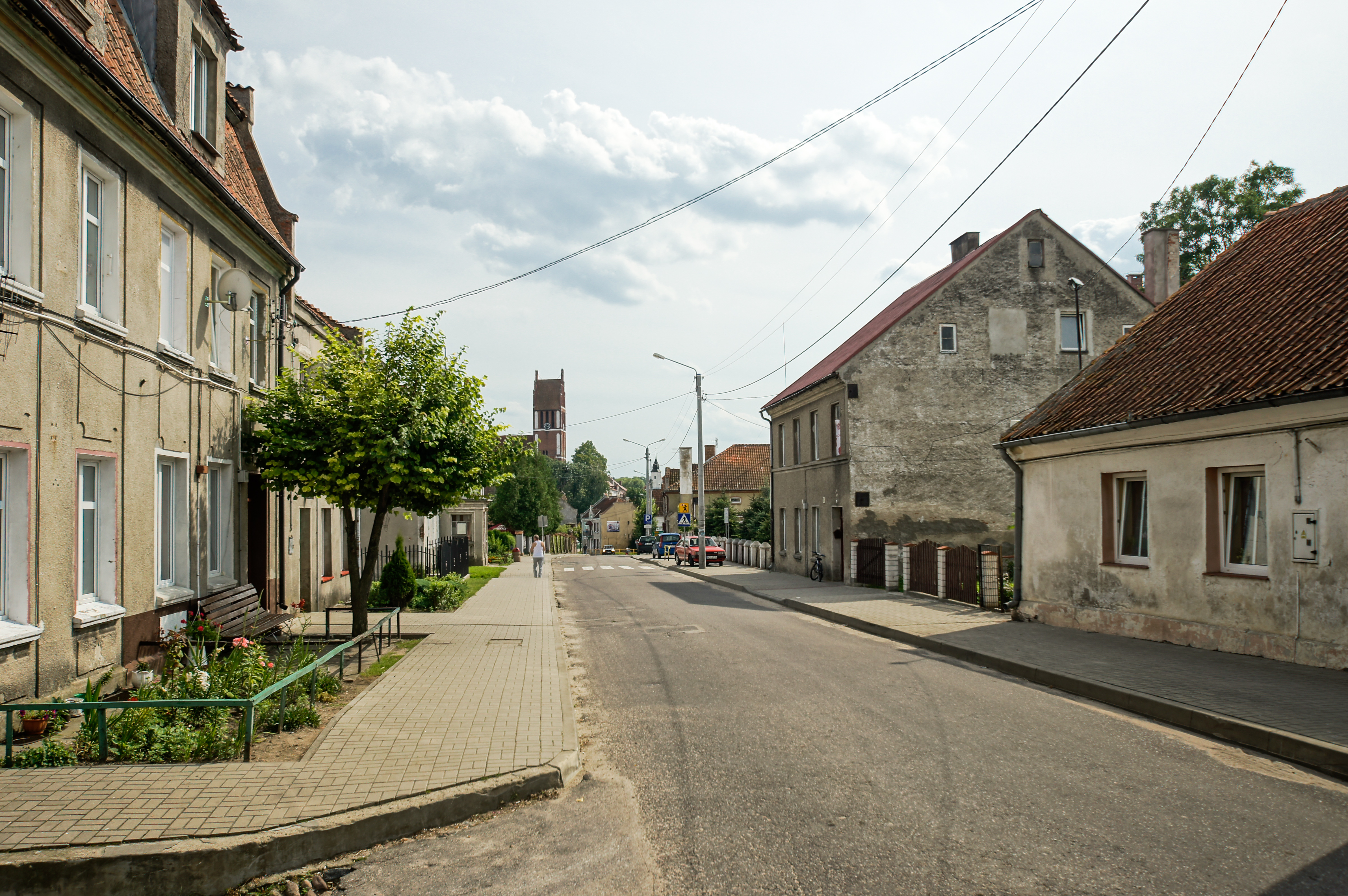
Blick nach Süden durch die Ulica Mickiewicza
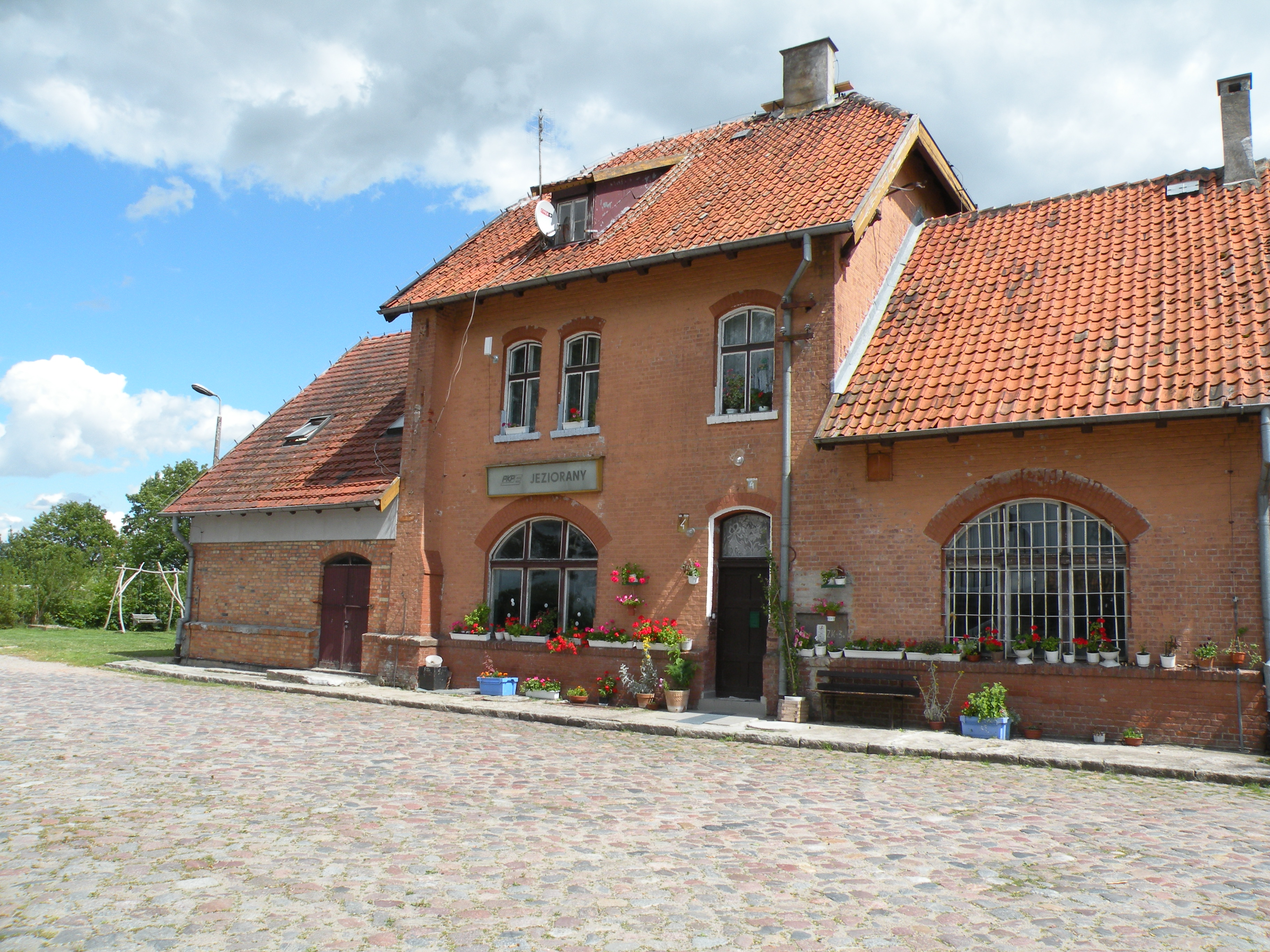
Ehemaliges Bahnhofsgebäude. Einst verband eine Nebenstrecke Seeburg mit Heilsberg und Rothfließ